# Бабин (езеро)
Езерото Бабин (на английски: Babine Lake) е 3-то по големина езеро в провинция Британска Колумбия (2-рото по големина естествено езеро в провинцията). Площта му, заедно с островите в него е 495 км2, която му отрежда 95-о място сред езерата на Канада. Площта само на водното огледало без островите е 479 км2. Надморската височина на водата е 711 м.
Езерото се намира в централната част на провинция Британска Колумбия, сред Скалистите планини. Бабин има дължина от север на юг 177 км, която го прави най-дългото езеро в провинцията, а ширината му варира от 2 до 10 км. Средната му дълбочина е 55 м, а максималната – 186 м. От декември до май е сковано от ледена покривка.
За разлика от повечето канадски езера, бреговете на Бабин са сравнително слабо разчленени. Има няколко острова (най-голям остров Макдонълд, в централната част), с обща площ от 16 км2.
Площта на водосборния му басейн е около 10 000 km2, като в езерото се вливат множество малки реки. От северозападния му ъгъл изтича река Бабин, която е ляв приток на река Скина, вливаща се в Тихия океан.
На западното му крайбрежие, на 54°53′ с. ш. 126°12′ з. д. / 54.883333° с. ш. 126.2° з. д. е разположено единственото селище по крайбрежието – Гранайл (364 жители, 2006 г.). То е основано като миньорско селище през 1965 г. в близост до две мини (на остров Макдонълд и п-он Нюман) за добив на медна руда. През 1992 г. рудниците са закрити и основният поминък на населението става обслужването на множеството туристи (рибари, ловджии, летовници) посещаващи езерото и любители на рафтинга, за практикуването на който река Бабин предлага отлични условия. На няколко места бо брега на езерото има изградени модерни ваканционни селища.
Част от бреговете на езерото попадат в три провинциални парка: „Бабин Лейк Марин“, „Ред Блъф“ и „Топли Ландинг“.
Езерото Бабин е открито от канадски търговци на ценни животински кожи през 1805 г.